# Bokförlaget Lejd
Bokförlaget Lejd är ett svenskt bokförlag, grundat 1998 av författarna Peter Gustav Johansson, Camilla Hammarström och Kate Larson. Bland de utgivna författarna återfinns Kristofer Folkhammar, Willy Granqvist, Lina Hagelbäck, Li Li, Jila Mossaed och Marie Norin.